# Adriaan Heereboord
Adriaan Heereboord, född 1614 i Leiden, död 1661 i Leiden, var en nederländsk filosof och logiker. Han blev 1643 professor i filosofi vid universitetet i Leiden. I sitt försvar av Descartes filosofi hamnade han i konflikt med Jacobus Revius, som företrädde en traditionell skolfilosofi. Heereboord utgav bland annat Meletemata philosophica (1654).